# Waldemar Wołyński
Waldemar Wołyński (ur. 2 maja 1961 w Poznaniu) – polski matematyk, doktor habilitowany nauk matematycznych. Specjalizuje się w statystyce matematycznej oraz analizie danych. Adiunkt na Wydziale Matematyki i Informatyki Uniwersytetu im. Adama Mickiewicza w Poznaniu.

## Życiorys
Studia z matematyki ukończył na poznańskim UAM w 1986, gdzie następnie został zatrudniony i zdobywał kolejne awanse akademickie. Stopień naukowy doktora uzyskał w 1993 na podstawie pracy pt. Zagadnienia estymacji w regułach klasyfikacji grupowej, przygotowanej pod kierunkiem prof. Mirosława Krzyśki. Habilitował się w 2013 na podstawie oceny dorobku naukowego i rozprawy pt. Odległości probabilistyczne w analizie dyskryminacyjnej. Pracuje jako adiunkt w Zakładzie Rachunku Prawdopodobieństwa i Statystyki Matematycznej Wydziału Matematyki i Informatyki UAM. Jest członkiem Polskiego Towarzystwa Statystycznego oraz Polskiego Towarzystwa Biometrycznego.
Współautor monografii Systemy uczące się - rozpoznawanie wzorców, analiza skupień i redukcja wymiarowości (współautorzy: M. Krzyśko, T. Górecki, M. Skorzybut, WNT, Warszawa 2008) oraz autor opracowania pt. Prawdopodobieństwo i statystyka. Zadania z egzaminów dla aktuariuszy z rozwiązaniami (2003-2007) (Wydawnictwo Naukowe UAM 2008, ISBN 978-83-232-1912-5). Publikował w takich czasopismach jak m.in. "Random Operators and Stochastic Equations", "European Journal of Operational Research", "Journal of Classification", "Biometrical Journal" oraz "Statistical Papers".